# Григорій (Чепура)
Архієпископ Гавриїл (в миру Григорій Маркеллович Чепура; 19 грудня 1874, Херсон — 14 березня 1933, Панчево
, Югославія) — релігійний діяч в Україні та Сербії. Єпископ Ізмаїльський, згодом Аккерманський Російської православної церкви. В Українській Державі керував Бізюковим монастирем Московської патріархії. Активний противник Української церковної автокефалії. З 1920 року був єпископом Російської Православної Церкви Закордоном.

## Біографія
Народився 19 грудня 1874 р. у Херсоні в родині імперського генерала. З дитинства цікавився церковним співом і богослужінням.
За спогадами архієпископа Григорія, у віці семи років у Великий вівторок він молився з матір'ю в одному з храмів Херсона. Його вразили слова пісень. Тієї миті він відчув близькість Бога, зрозумів, яким скарбом є православний церковний спів, іконопис, архітектура храмів.
1892 р. закінчив гімназію із золотою медаллю і вступив до Київської духовної академії.
Разом з майбутнім професором М. Скабалановичем став натхненником відомої «ідеальної всенічної», коли пастирі і студенти духовних шкіл провели богослужіння, виконавши всі тонкощі богослужбового статуту.
1896 р. у Києво-Печерській лаврі архімандритом Сергієм Ларіним був пострижений у чернецтво, відтак зведений у сан ієродиякона та ієромонаха.
У тому ж році закінчив Київську духовну академію зі ступенем кандидата богослов'я за твір «Типікон Великої Константинопольської церкви: Історичний нарис», після чого призначений викладачем Новгородської духовної семінарії.
З кінця 1896 р. викладав гомілетику і літургіку в Олександрівській (Ардонській) духовній академії, у 1899 році призначений інспектором Олександрівської духовної семінарії.
З 1901 року — інспектор Могильовської духовної семінарії. 1902 р. зведений у сан архімандрита і призначений ректором Полтавської духовної семінарії. Через конфлікт з професорсько-викладацьким складом семінарії у 1906 році переведений до Москви на посаду синодального ризника і настоятеля церкви Дванадцятьох апостолів у Московському Кремлі.
У 1908 митрополитом Московським і Коломенським Володимиром Богоявленським призначений ректором Віфанської духовної семінарії.

### Архієрейська служба
30 грудня 1909 р., по смерті відомого московитського шовініста, архієпископа Кишинівського Серафима Чичаґова, призначений і 17 січня 1910 р. висвячений на єпископа Ізмаїльського, другого вікарія Кишинівської єпархії під іменем Гавриїл.
З 22 листопада 1911 р. — єпископ Аккерманський, перший вікарій Кишинівської єпархії. Займався поточною єпархіальною роботою під час від'їздів правлячих архієреїв Серафима Чичаґова, Платона Рождественського, Анастасія Грибановського.
Брав участь у роботі Помісного Собору Російської православної церкви 1917—1918 рр.
Ще у Російській імперії він написав безліч композицій, хотів видати їх, тексти вже були здані до друку. Виходу книжки завадила революція, і доля цих творів нині невідома.

### Діяльність в Українській Державі 1918
Після звільнення Бессарабії румунськими військами від росіян, у 1918 р. єпископ Гавриїл, якому було доручене тимчасове управління Кишинівською єпархією РПЦ, виявив нецерковну упертість і відмовився увійти до канонічної юрисдикції Румунської православної церкви. Через це він та инший Ізмаїльський єпископ РПЦ Діонісій Сосновський були вислані з Румунії. 20 червня 1918 р. прибув до Української Держави Гетьмана Скоропадського, до Одеси, де знайшов захист української влади.
3 вересня 1918 р. Московська патріархія утворила на території східного Башкортостану Челябінську і Троїцьку єпархію, а громадянина України єпископа Гавриїла не пізніше жовтня призначили єпископом Челябінським. Але Григорій Чепура їхати туди не захотів, бо Україна тоді переживала подвійну агресію: російських комуністів та шовіністів-монархістів.
Натомість 1918 р. митрополит Московської патріархії Антоній Храповицький призначив його керівником пастирсько-місіонерського училища у Григоріївському Бізюковому чоловічому монастирі Херсонської єпархії. Але виїхав звідси разом із військами Білої Армії, згодом брав участь у роботі Південно-східного московитського церковного собору у Ставрополі, що відбувався з 19-го по 24 травня 1919 р., на якому обраний кандидатом у члени першого неканонічного російського утворення - Тимчасового вищого церковного управління на Південному Сході Московії.

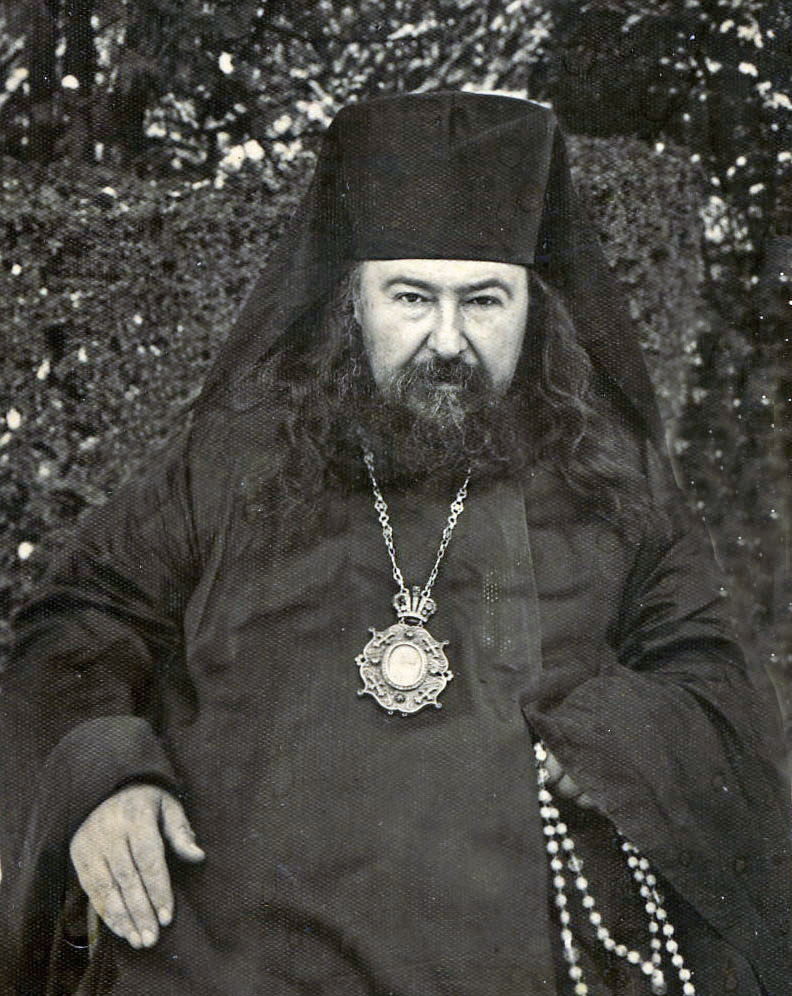
Архієпископ Григорій на еміґрації

На початку січня 1920 р. разом з архієпископами Євлогієм Георгієвським і Георгієм Ярошевським, сумським єпископом Митрофаном Абрамовим і Аполлінарієм Кошовим емігрував з Новоросійська. Маючи феноменальну пам'ять, він прочитав і проспівав під час евакуації на кораблі всю службу на Стрітення без книг і нот. 18 лютого еміґранти прибули до Белграду.
З благословіння Белградського митрополита Димитрія Павловича оселився у Ґрґетезькому монастирі. Був законовчителем у Харківському жіночому інституті імператриці Марії Феодорівни у місті Нови-Бечей, відтак у 1-й московсько-сербській жіночій гімназії у місті Велика-Кикинда. Їздив до Белграду, де читав лекції для членів Белградського братства преподобного Серафима.

### Діяльність у Карловацькому розколі РПЦЗ
У липні 1921 р. включений до складу Вищого церковного управління закордоном. Брав участь у роботі Карловацького Собору 1921 року, де очолював просвітницький відділ. 2 вересня 1922 р. обраний членом Архієрейського Синоду РПЦЗ. Будучи членом Архієрейського Синоду, готував звіти з різноманітних богословських, канонічних і освітніх питань.
Наприкінці 1920-х у зв'язку з погіршенням стану здоров'я покинув викладацьку діяльність. Церковно-адміністративною діяльністю закордоном не займався. У полеміці з московською церковною владою участі не брав.
13 травня 1930 р. рішенням Архієрейського Синоду «РПЦЗ» зведений у сан архієпископа. На той час вже був важко хворий, але не падав духом, намагався брати участь у всіх засідання Архієрейського Синоду.
Архімандрит Кипріан Керн, що зустрів його у грудні 1930 р., був вражений зміною його зовнішнього вигляду: «Якщо би мені сказали, що владика Гавриїл коли-небудь схудне, я вважав би це невдалим жартом. Але ось у вівтарі белградської нашої церкви я перед собою побачив когось, побачив і не повірив. Замість непомірно товстого, звичного мені єпископа Григорія я раптом зустрів якогось худого і зовсім хворого на вигляд архієрея. Ряса висіла на ньому. Сам він був згорблений, якийсь скрючений, з головою набік, його руки тряслися. Голос, колись дзвінкий і високий, став тепер тремтячим і слабким».
Останні місяці перед смертю архіпастир провів у шпиталі у місті Панчево, служив у лікарняній церкві і постійно проповідував. За словами лікарів, архієпископ Григорій міг би прожити довше, але у лютому 1933 захворів грипом, і ослаблений організм не зміг чинити опір хворобі.
Помер 14 березня 1933 р. о 4-й годині ранку в лікарні міста Панчево. Похований 15 березня.

## Твори
- Слово при наречении // Прибавление к Церковным Ведомостям 1910. № 8. С. 357—363;
- Отзыв архиепископа Гавриила об «Опыте христианского православного катехизиса» // Никон (Рклицкий). Жизнеописание. 1959. Т. 5. С. 156—189;
- «Чертог Твой», киевский распев. Берклей (Калифорния), 1973.
- Утреня Св. Пасхи // Рус. пастырь. San Francisco (Calif.), 2003. № 42. С. 33-49.

Більшість богословських, літургійних і музичних рукописів єпископа Григорія була втрачена під час від'їзду на еміґрацію, збегерлися конспекти його лекцій у Белградському братстві преп. Серафима, а також записи деяких проповідей.